# Henryk Malhomme
Henryk Adam Celestyn Malhomme de la Roche (ur. 22 września 1894 w Petersburgu, zm. 22 maja 1977 w Londynie) – polski żołnierz i dyplomata. 

## Życiorys
Henryk Malhomme początkowo służył w wojsku, gdzie doszedł do stopnia podpułkownika Wojska Polskiego. Następnie związał się z dyplomacją. W latach 1918–1921 współtworzył polską obecność dyplomatyczną w Piotrogrodzie. Przebywał na placówkach w Kopenhadze (II sekretarz, 1925–1928), Bytomiu (wicekonsul, 1928–1929) i Belgradzie. W latach 1935–1939 pracował jako I sekretarz w Ambasadzie w Berlinie. Po 1 września 1939 ewakuował się z placówki. Wraz z ambasadorem Józefem Lipskim zgłosił się na ochotnika do Wojska Polskiego we Francji. Uczestniczył w kampanii francuskiej 1940. Następnie przedostał się do Wielkiej Brytanii, gdzie pracował dla władz polskich w Londynie. Wpierw pracował w Gabinecie Naczelnego Wodza. Następnie został skierowany na Bliski Wschód. Był przedstawicielem NW w Kairze. Od 5 stycznia 1942 do 31 grudnia 1944 pełnił funkcję chargé d’affaires Poselstwa RP w Królestwie Iraku. Po zakończeniu II wojny światowej reprezentował rząd londyński jako delegat w amerykańskiej strefie okupacyjnej w Niemczech. Pozostał na emigracji w Wielkiej Brytanii. Pracował jako nauczyciel języków obcych. Działał w stowarzyszeniach kombatanckich.
W 1930 odznaczony Medalem Niepodległości.
Syn Mikołaja Malhomme i Julii z d. Orłowskiej. Żonaty z Różą Heleną Myszką-Chołoniewską. Młodszy brat Leona Malhomme.
W 2009 na Uniwersytecie Zielonogórskim obroniono pracę doktorską autorstwa Józefy Aleksik napisaną pod kierunkiem Barbary Topolskiej pt. „Henryk A.C. Malhomme de la Roche (1894–1977). Dyplomata, żołnierz, polityk”.